# 하와이안 항공
하와이안 항공(영어: Hawaiian Airlines)은 하와이주의 대형 상업적 항공사로, 호놀룰루 CDP, 호놀룰루 군에 기반을 두고 있다. 호놀룰루 국제공항을 주요 중심지로 운용하며, 또한 마우이섬의 카훌루이 공항을 부차 중심지로 운용한다. 하와이안 홀딩스가 하와이안 항공을 소유하고 있다. (나스닥: HA) 피터 잉그램 (Peter R. Ingram)은 하와이안 홀딩스의 회장이자 최고 경영자이다.
하와이안 항공은 전체 역사 중에서 사망 사고가 발생한 적이 전혀 없는 뛰어난 성적의 오래된 미국 항공사이다. 하와이안 항공은 2003년 11월부터 2006년 11월까지 미국에서 정기적인 1순위 항공사가 되었고, 경쟁사인 알로하 항공이 1순위였을 때, 하와이안 항공은 2순위에서 추격하였다. 알로하 항공사는 적은 취소율, 수하물 처리, 많은 판매율로 자주 1순위를 차지하곤 했다. 하와이안 항공은 《트래블 + 레저》, 《자갓 서베이》 그리고 《코데 내스트 트래블러》에게 하와이에서의 최고 운송 항공사 등급을 받았다.

## 역사

### 초기 (1929년~1966년)

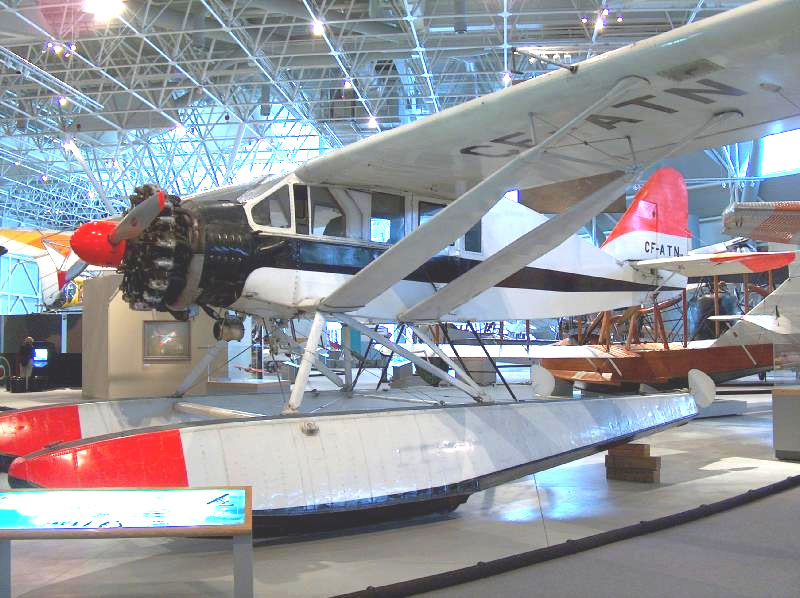
벨란카 CH-300

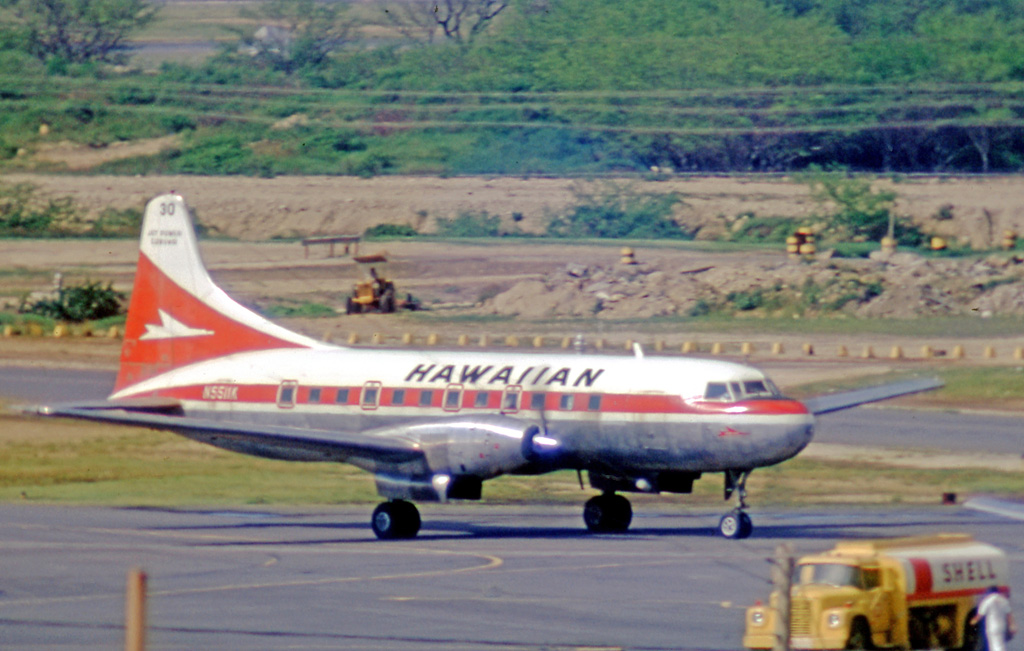
콘베어 640

지금의 하와이안 항공으로 잘 알려져 있는, 하와이안 항공의 전신인 인터아일랜드 항공(Inter-Island Airways)은 1929년 1월 30일에 설립되었다. 인터아일랜드 항공은 인터아일랜드 증기선 운항 회사(Inter-Island Steam Navigation Company)의 자회사로 1929년 10월 6일 벨란카 CH-300으로 영업을 시작하여, 오아후섬(Oʽahu) 너머의 짧은 관광 비행을 제공하였다. 예약된 서비스는 추후에 시작되면서 11월 11일에 취항되어 시코르스키 S-38s 기종을 도입해 항공편으로 호놀룰루에서 힐로를 경유해 마우이까지 운항했다..
1941년 10월 1일에 현재의 사명으로 변경했다. 회사 설립 때부터 시코르스키 S-38를 퇴역 시키고 시코르스키 S-43를 도입했다.

### 제트기 시대와 노선 확대 (1966년~1994년)
1966년 제트기 도입으로 인해 맥도넬더글러스 DC-9 항공기의 매입으로 시작되었고, 노선의 대부분이 여행에 소요되는 시간을 단축하였다. 1984년 회사는 더글러스 DC-8 항공기를 사용하여 남태평양에서 전세 운행편을 시작하였고, 이내 록히드 L-1011 항공은 서부 해안 운행편에 대한 항공 선단을 추가하였다. 이후에 록히드 L-1011를 서해안 서비스를 위해 추가로 도입했다. 서해안 시장이 성장함에 따라, 남태평양 시장은 축소하고 더글러스 DC-8 기종이 1993년에 퇴역 되면서 서비스가 축소되었다. 1994년 맥도넬더글러스 DC-10이 도입되면서 록히드 L-1011 기종이 퇴역했다.

### 항공기 장비 변경 (1994년~2003년)
맥도넬더글러스 DC-10 기종 도입 이후 항공기에 대한 유지 보수를 제공하기 위해 계속하기 위해 아메리칸 항공과 협상을 했다. 아메리칸 항공과 합의를 하면서 미국의 변환에 포함된 세이버 예약 시스템이 아메리칸 항공이 사용하는 AAdvantage 상용 고객 우대 프로그램을 아메리칸 항공이 참여하게 되었다. 한편 중고로 도입한 맥도넬더글러스 DC-10 기종은 2002년부터 2003년 사이에 퇴역했다. 항공기 근대화를 하면서 맥도넬더글러스 DC-10 기종을 대체 하기 위해 보잉 767 14대가 도입되었고 기존에 사용했던 맥도넬더글러스 DC-10를 매각했다. 그와 동시에 맥도넬더글러스 DC-9도 보잉 717로 교체했다.

### 개편 (2003년~2005년)
하와이안 항공은 소송을 제기 하면서 제11장에서 업무는 정상화를 하되 2003년 3월 21일에 파산 보호 및 시간에 조종사 연금 계획에 지불 4,500,000달러 달러 가치에 대한 연체했다. 회사 내에서 계획이 종료되는 것을 제안했다. 2005년 5월에 하와이안 항공은 자사의 조직 개편 계획의 법원 승인을 받았다. 대부분의 점유율을 높이고 RC 항공을 인수했다. 또한 샌디에이고에 기반 목장 자본의 단위에서 투자해 항공기 임대하기 시작했으며 회사는 노동 조합의 단체 계약을 통해 단축 운영 비용으로 2004년 모회사인 하와이 홀딩스 INC 인치를 설립해 2005년 6월 2일에 파산 보호에서 벗어나게 되었다.

### 대규모 확장 (2005년~ 현재)

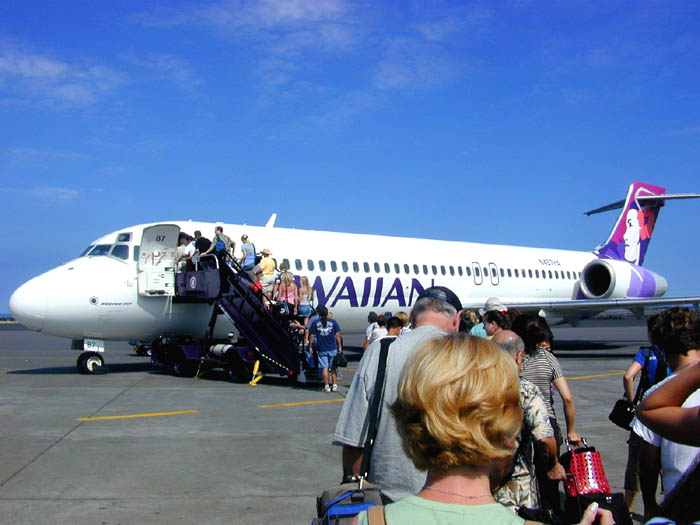
하와이안 항공의 보잉 717–200

2005년 10월 1일 하와이안 항공은 호놀룰루에서 캘리포니아주 산호세 직항 노선을 매일 운항하기 시작했다. 이는 하와이주에 의해 취항하기 위해 캘리포니아주에서 산호세를 다섯 번째 관문 도시를 만들어 다른 도시의 경우 로스앤젤레스, 샌디에이고, 새크라멘토, 샌프란시스코에 취항했다.
2006년 5월 4일 하와이안 항공은 샌디에이고에서 카훌루이 공항간 직행 노선에 확대에 초점을 맞추기 위해 4대의 보잉 767-300를 추가로 도입해 항공기의 유도의 기대에 미국 본토와 하와이주 사이에 확대 서비스를 발표한데 이어 추가 항공편이 발표 되면서 호놀룰루에서, 포틀랜드, 새크라멘토, 시애틀, 로스앤젤레스 노선에 취항했다.
2007년 7월 24일 에어 뉴질랜드는 하와이안 항공의 보잉 767 항공기에 대한 유지 보수를 수행하는 조건으로 에어 뉴질랜드와 계약을 체결했다. 계약은 5년 동안 지속될 예정이다. 에어 뉴질랜드는 이 기회로 또한 그들의 전문성 보잉 767 작업 구축을 위한 기회를 주지 않을 것이라고 말했다.
2007년 8월 27일 하와이안 항공은 필리핀 수도인 마닐라 항공편을 시작할 계획이라고 발표했다. 하와이안 항공은 2005년 6월에 파산 보호 이후 난지 최초로 주요 국제선 확장으로 2008년에 필리핀 국제선 노선에 논스톱 서비스를 시작했다. 또한 ATA 항공과 알로하 항공의 폐쇄에 대응하기 위해 항공사는 새로운 노선을 발표했으며 2008년 5월 1일에 오클랜드에 취항하기 시작했다.
2007년 8월에 시애틀 시워크스가 내셔널 풋볼 리그를 치르는 동안 하와이안 항공편으로 운항 한다고 발표했으며 하와이안 항공 소속 비행기만 해당되며 두 번째 팀을 표시하게 된다. 오클랜드 리더 NFL도 1990년대 이후 하와이안 항공으로 운항하기 시작했다. 두 팀은 하와이안 항공의 보잉 767 경기를 치르는 동안 운항했다. 하와이안 항공의 보잉 767 항공기의 경우 두 팀으로 구성되어 있는데 하나는 시워크스의 로고와 오클랜드 리더 NFL의 로고를 장착했다.
2010년 2월 16일 하와이안 항공은 자사의 허브 공항에서 도쿄 국제공항간 논스톱 비행을 시작하기 위해 미국 국방성과 미국 교통부에서 승인했다. 항공사는 오픈스카이스 계약의 일부로 도쿄 국제공항에 취항하기 위해 미국의 5개 항공사(델타 항공, 콘티넨탈 항공, 아메리칸 항공, 유나이티드 항공)으로부터 승인을 받으면서 논스톱 운항을 시작했다.
그와 동시에 USDOT를 부여를 받았고 2010년 11월 18일에 서비스를 시작했다. 또한 항공사는 전일본공수와 코드쉐어 협정을 수립할 계획을 발표했다.
2010년 6월 30일 하와이안 항공은 인천국제공항에 논스톱 서비스를 시작할 것이라고 발표했다. 항공편은 2011년 1월 12일에 시작되었다.
2011년 2월 14일 하와이안 항공은 2011년 7월 12일에 신설될 예정인 자사의 운항 노선에 일본 오사카를 추가할 것이라고 발표했다.
2011년 3월 31일 하와이안 항공은 호놀룰루 국제공항의 청사 공사를 발표했다. 이 공사의 개요는 체크인 카운터 설치하는 대신 여섯 원형 체크인 로비 한 가운데를 제거한다. 다만 체크인의 경우 남북 섬과 본토 및 국제선 항공편에 사용할 수 있다.
2011년 9월 13일에 하와이안 항공은 2012년 4월 16일 후쿠오카에 취항을 시도 했으나 일본 정부에서 승인을 보류 하면서 사실상 무산되었다. 하지만 일본을 추가하여 아시아 지역의 확장을 계속할 것이라고 발표했다.
2011년 11월 16일 하와이안 항공은 뉴욕 국내선 노선을 시작으로 동쪽 해안으로 확대할 것이라고 발표했으며 존 F. 케네디 국제공항 국내선 노선을 2012년 6월 4일에 취항할 계획이다.
2011년 11월 17일 하와이안 항공은 에어버스와 협상한 끝에 5대의 에어버스 A330-200를 주문 한다고 발표했다.

## 지역 사회 소식
하와이안 홀딩스는 (NASDAQ: HA) 하와이안 항공의 모기업에 속하며 나스닥 증권 거래소에 상장했다.

## 운항 노선
- 2012년 5월 기준으로 하와이안 항공은 다음과 같은 노선을 운항하고 있으며 2011년 1월에 대한민국 인천국제공항에 취항하기 시작했다.[29]

### 코드쉐어 협정
- 2016년 12월 기준으로 하와이안 항공은 다음 항공사와 코드쉐어 협정을 체결하고 있다.[30]

| - 대한항공 (스카이팀) - 델타 항공 (스카이팀) - 버진 오스트레일리아 - 아메리칸 항공 (원월드) - 유나이티드 항공 (스타 얼라이언스) - 전일본공수 (스타 얼라이언스) | - 제트블루 항공 - 중국국제항공 (스타 얼라이언스) - 중화항공 (스카이팀) - 터키항공 (스타 얼라이언스) - 필리핀 항공 |  |

## 보유 기종
- 2021년 4월 기준으로 하와이안 항공은 다음과 같이 보유하고 있으며 평균 기령은 12.5년이다.[3][31][32]

### 퇴역 기종
- 다음은 하와이안 항공에서 운항했으나 현재는 퇴역한 기종으로 더 이상 존재하지 않는다.[39]

### 기종 최신화
2007년 11월 27일 하와이안 항공은 에어버스와 협상 끝에 양해 각서에 서명한 양해 각서와 함께 24대 장거리 제트기 4,400,000,000달러에 가격에 주문했다. 주문은 6대의 에어버스 A330-200 기종과 6대의 에어버스 A330-800를 구매했다. 첫 에어버스 A330-800의 경우 2017년에 인도될 예정이며 에어버스 A330-200의 경우 2010년부터 순차별로 인도하기 시작했다. 하와이안 항공의 사장이자 CEO인 마크 덩클리는 에어버스 A330 기종뿐만 아니라 마침내 미국 동부까지 직행 노선이 경제적으로 가능 할 것이라고 언급했다. 올해의 부품 중에 현재 보잉 767의 정비 문제로 벌금이 조금 있다.
이러한 새로운 시스템 장착의 경우 에어버스 A330에 적용될 예정으로 파나소닉의 새로운 eX2 인 시트 오디오/비디오 주문형 엔터테인먼트 기내에 있는 시스템으로 알려져 있다.
2008년 10월 27일, 하와이안 항공은 새로운 에어버스 A330-200를 인도 했으며 AWAS에서 2대의 추가 에어버스 A330-200 항공기를 임대 한다고 발표했으며 추가로 AWAS에서 2대의 보잉 767-300ER 항공기의 임대를 연장하는 동시에 에어버스 A330의 전달과 일치하는 서비스에서 인출할 계획이다. 2주 후에 항공사에서 추가로 CIT사의 에어버스 A330-200의 임대를 발표했으며 2010년에 AWAS에서 에어버스 A330 1대를 납품과 동시에 인도했다. 2010년 3월 9일 하와이안 항공은 2011년 2 분기에 납품할 예정인 기종을 구매 권한 중 하나로 전환했다고 발표했다. 2010년 12월 하와이안 항공은 6대의 에어버스 A330-200를 이미 주문함과 동시에 3대는 취항하기 시작했으며 나머지 6대는 추가로 인도될 예정이다.

### ATA 항공과 알로하 항공의 도산으로 인한 구조조정
알로하 항공이 파산되면서 하와이안 항공은 지금은 퇴역한 당시 보잉 767-300ER 1대로 여러 섬으로 운항했었다. (하와이안 항공이 정상적으로 좁은 바디를 사용하며 와이드 바디 항공기의 경우(대부분 태평양 횡단 노선에 사용) 보잉 717로 운항한다.) 파산한 알로하 항공의 자리를 매꾸기 위해 하와이 제도까지 항공편을 필요했다.
2008년 4월 30일 하와이안 항공의 사장이자 CEO는 알로하 항공 도산을 하면서 ATA 항공의 수요를 충족하기 위해 추가 항공기를 인수 협상에 빠졌다고 했다. 어떠한 합의에 서명하지 않았다고 하지만, 두 가지 옵션이 있는 기종으로 섬 주변에 취항하기 위해 단기 임대에서 기존에 리스 또는 임대를 추가해 보잉 717 기종과 맥도넬더글러스 MD-80이 거론 되었다. 맥도넬더글러스 MD-80이 도입되면 하와이안 항공의 역사에 그 항공기를 사용하여 두 번째로 사용할 수 있었다. 하와이안 항공은 이전에 1980년대 맥도넬더글러스 MD-80 기종을 도입했으나 완전히 퇴역했다. 또한 언급하는 것은 보잉 767-300ER를 인도하기 위해 의도로 보낸 편지였다.
2008년 6월 4일 하와이안 항공은 보잉과 협의한 끝에 보잉 717 기종을 추가로 임대하기로 합의했다고 발표했으며 2008년 9월부터 순차별로 인도했다.

## 하와이안마일즈
하와이안마일즈(영어: HawaiianMiles)는 하와이안 항공의 상용 고객 우대 프로그램이다. 프로그램에 축적된 마일리지는 회원이 업그레이드 서비스 티켓을 신청하면 클래스 또는 무료 또는 할인된 자동차 대여, 호텔 숙박, 상품 또는 파트너를 통해 다른 제품과 서비스를 얻을 수 있다. 예약 여행의 양과 가격을 기준으로 가장 활동적인 회원은 같은 권한을 가지고 있으며 프루란디 골드 및 플래티넘 프루란디로 지정하고 별도의 체크인 우선권 업그레이드 및 대기 처리와 또는 무료로 업그레이드를 하고 있다.
이 중 버진 애틀랜틱 항공과 버진 오스트레일리아와 같은 고객을 얻어냈고 하와이안 항공의 횡단 항공편 상용 마일리지를 실시한다. 다른 고객이 해당 태평양 횡단 하와이안 항공의 항공편을 사용할 수 있는 신용할 수 있는 하와이안마일즈의 계정을 설명한다.
나머지 항공사의 항공 마일리지는 하와이안 항공의 항공편을 제공하고 있다.

## 하와이안 항공의 주식
아래의 하와이안 항공은 하와이안 홀딩스의 모기업 하에 거래를 하고 있으며 나스닥 글로벌 시장 주식을 보유하고 있으며 이전에 미국 증권 거래소에 상장했으나 2008년 6월 2일에 나스닥에 이전했다. 하와이안 홀딩스는 지주 회사의 주요 자산의 발행과 발행 주식의 단독 소유권은 보통 주로 보유했던 하와이안 항공의 주식은 2008년 6월 30일에 회사는 3000 지수가 추가 했다고 발표했다.

## 기내 서비스
하와이안 항공편 모두 무료 및 유료 음료 서비스를 제공한다. 식사는 짧은 간격으로 운항하는 섬 항공편에 제공되지 않는다. 미국 국내선 및 국제선 항공편에서 하와이안 항공은 아직도 코치 클레스에 주요 미국 항공사 중에서 가장 유일하게 무료로 식사를 제공한다. 각 식사는 방부제가 없는 대신 재활용 가능한 재료로 모든 천연 재료 및 포장으로 만들어졌다. 2009년 하와이안 항공은 승객에게 무료 식사를 보유하거나 고급 음식으로 업그레이드를 하는 지불 옵션을 제공과 동시에 주요 오두막에서 고급 식사를 발표했다. 프리미엄 음식이 다른 사람 사이에서 하이엔드 아시아 요리의 다양한 구성되어 있다.
2007년 3월 하와이안 항공은 시식 메뉴와 미국 국내선 및 국제선 항공편의 퍼스트 클래스 승객을 위한 타파스 메뉴를 소개했다. 메뉴는 특정 항공편에서 5개의 사용 가능한 회전으로 설정된 앙트레로 구성되어 있다. 또한 최대의 기내 식사의 일환으로 세 앙트레를 선택할 수 있도록 했다. 승객들은 비행을 위해 가능한 앙트레에 대한 정보를 제공한다.
에어버스 A330 항공기는 모든 시트에 두 개의 내장 주문형 장치가 장착되어 있다.

## 사건 및 사고
- 2000년 12월 24일 하와이안 항공 481편, 맥도넬더글러스 DC-10 항공기가 파아아 국제공항의 활주로에 착륙도중 심한 폭풍으로 인해 비행기가 미끄러지는 사태가 발생했으나 사망자는 적었다.[54]
- 2016년 7월 18일, 도쿄에서 호놀룰루로 가는 항공기(HA458)는 태평양 상공을 비행하던 도중 유압시스템 이상을 알리는 경고등이 들어오자 도쿄로의 회항을 했다.[55]
- 2019년 2월 27일, 호놀룰루에서 인천으로 오는 항공기(HA459)에서 한 승객이 몰래 가져온 양주를 가져와 마신뒤 난동을 피워 회항하였다.[56]

## 같이 보기
- 미국의 항공 교통
- 미국의 항공사 목록
- 미국의 공항